# Molí del Marquès (Alcanar)
El Molí del Marquès és un molí d'Alcanar (Montsià) inclòs a l'Inventari del Patrimoni Arquitectònic de Catalunya.

## Descripció
Es tracta d'un edifici format per dos cossos. El principal està format per planta baixa i pis, al qual s'accedeix per una escala exterior. La coberta és un terrat. Actualment l'edifici és totalment buit. Adossada al lateral de la casa hi ha una bassa de grans dimensions.

## Història
Segons Trinitari Fabregat "El blat es duis a moldre al molí del Marquès, una mica més avall de l'Era de la Raix, entre Alcanar i l'Àngol, baixant a l'esquerra, i es practicava encara l'antic costum del dret de moltura, dret de moldre pagat en gra".